# Joan van Oosterwijck
Joan van Oosterwijck (Delft, 16 november 1646 -- Amsterdam, 2 oktober 1699) was de zoon van een predikant. Hij trad in dienst van de VOC, naar het zich laat aanzien als koopman voor de VOC kamer te Delft.
Rond 1670 was Van Oosterwijk gestationeerd in Chiopra (Bihar). Daar voerde hij het beheer over een salpeterfabriek. Hij werd ziek en liet de chirurgijn Nicolaas de Graaff bij zich roepen. Omdat de behandeling niet onmiddellijk effect sorteerde, wendde hij zich tot een Brahmaan die met zijn assistente een volgens De Graaff vreemd ritueel opvoerde. De Graaff liet een afbeelding opnemen in zijn boek, waarop het tafereel is te zien.
Van Oosterwijk trouwde in 1674 in Batavia met Cornelia Isabella Hinlopen (1656--1719), de dochter van Jacob F. Hinlopen die in 1668 met zijn kinderen naar Indië was vertrokken. Het echtpaar Oosterwijck-Hinlopen verliet de Oost (1678), niet toevallig met Constantin Ranst en Hendrik van Rheede, eveneens op de terugreis. Oosterwijck werd in 1680 eigenaar van de hofstede Sluysoort in Maarssen, gelegen naast Goudestein, bewoond door Joan Huydecoper van Maarsseveen. Van Oosterwijck maakte snel carrière: hij werd in 1681 luitenant in de schutterij, in 1688 raad in de vroedschap en in 1691 bewindhebber van de WIC. Van 1691 tot zijn dood was hij directeur van de Sociëteit van Suriname.
In 1686 had Van Oosterwijck zich op Keizersgracht 688 in Amsterdam gevestigd en liet een soort visitekaartje maken, met een prentje van Romeyn de Hooghe.
Zijn stiefdochter Petronella Hofmeester, getrouwd met Jacob Karsseboom erfde het huis op de Keizersgracht, maar ook het buiten aan de Vecht.